# Van Hise Rock

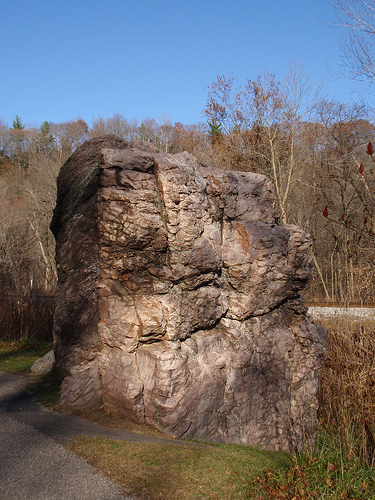
Van Hise Rock

Der Van Hise Rock ist ein nach dem Geologen Charles R. Van Hise benannter Felsen im US-amerikanischen Bundesstaat Wisconsin.
Der Van Hise Rock liegt etwa 2 Meilen von dem Ort Rock Springs im Sauk County entfernt. Der Stein, der als sehr aufschlussreich für zahlreiche geologische Fragestellungen gilt, vor allem auch in Bereichen, in denen Van Hise forschte, erhielt ihm zu Ehren seinen Namen. So nutzte Van Hise den Fels während seiner Zeit als Professor an der University of Wisconsin–Madison als Anschauungsstück im Bereich der Strukturgeologie. Er gilt als Touristenattraktion und wird von zahlreichen Universitäten als Anschauungsstück für Studenten verwendet. Der Van Hise Rock wurde im September 1997 als Stätte in das National Register of Historic Places aufgenommen und als National Historic Landmark anerkannt. Er ist eine von 43 National Historic Landmarks in Wisconsin.